# Mercado Público de Florianópolis

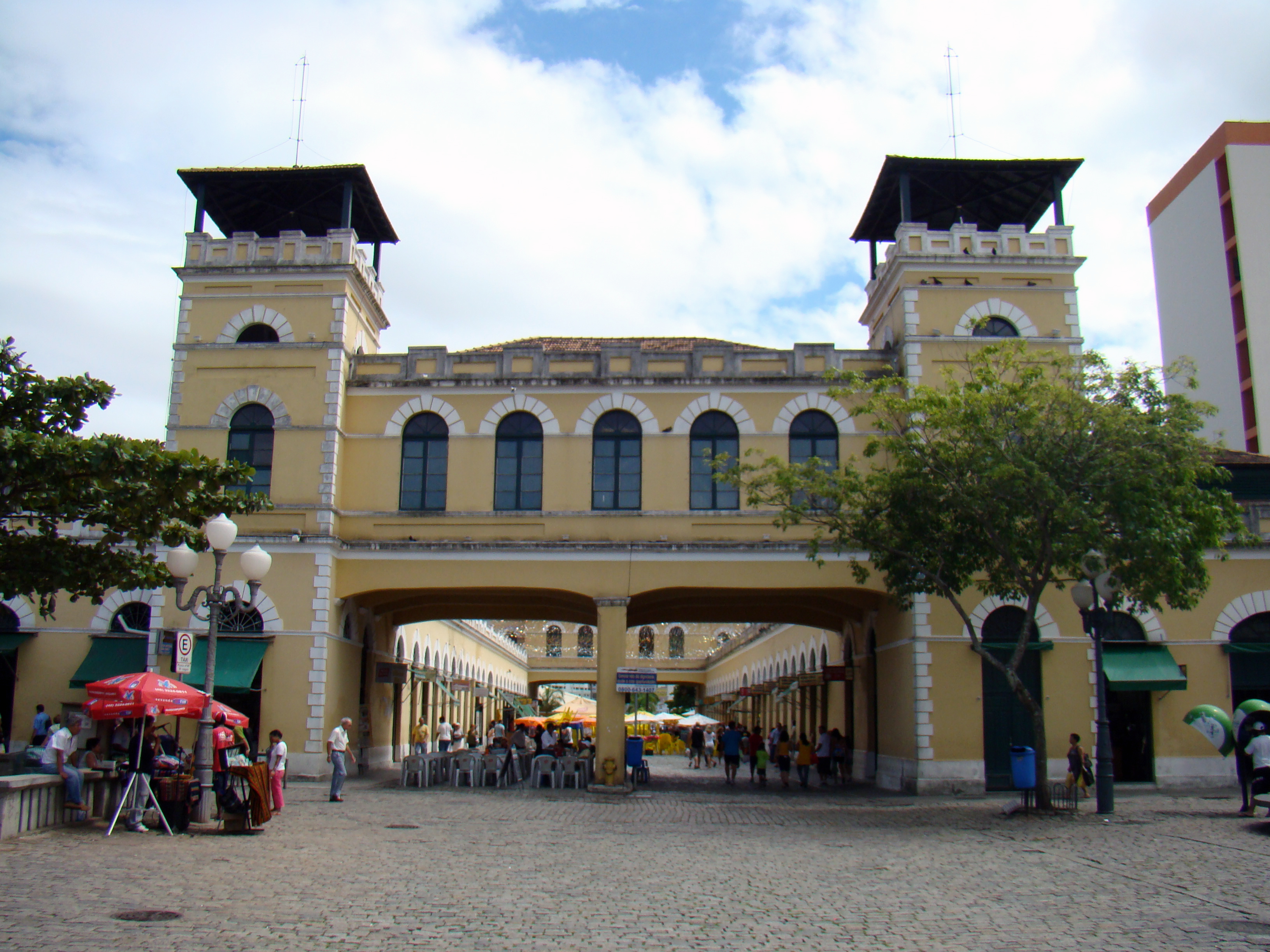
Mercado Público de Florianópolis visto do Largo da Alfândega.

O Mercado Público Municipal de Florianópolis é um centro de comércio e edifício público histórico de Florianópolis, capital do estado de Santa Catarina, Brasil. O prédio é composto de duas alas – norte e sul – separadas por um vão central. No local acontece um variado comércio, principalmente de vestuário, alimentos, utensílios diversos e artesanato. Além disso, é um importante ponto de encontro e lazer da cidade, tanto para moradores quanto para turistas.

## História
O Mercado Público tem sua origem em barracas e quitandas construídas pelo governo da Capitania de Santa Catarina, provavelmente no fim do século XVIII. Estas barracas e quitandas eram alugadas por pequenos comerciantes. O aluguel era recebido primeiramente pelo governo da capitania, e após a Independência do Brasil, pelo governo da província de Santa Catarina.[carece de fontes?]
O Mercado Público era o local onde os pequenos comerciantes da ilha de Santa Catarina, e litoral próximo (São José da Terra Firme e São Miguel da Terra Firme), vendiam peixe, carne de sol, feijão, arroz, mandioca, hortaliças, drogas do sertão, comidas preparadas na hora, dentre outros produtos.

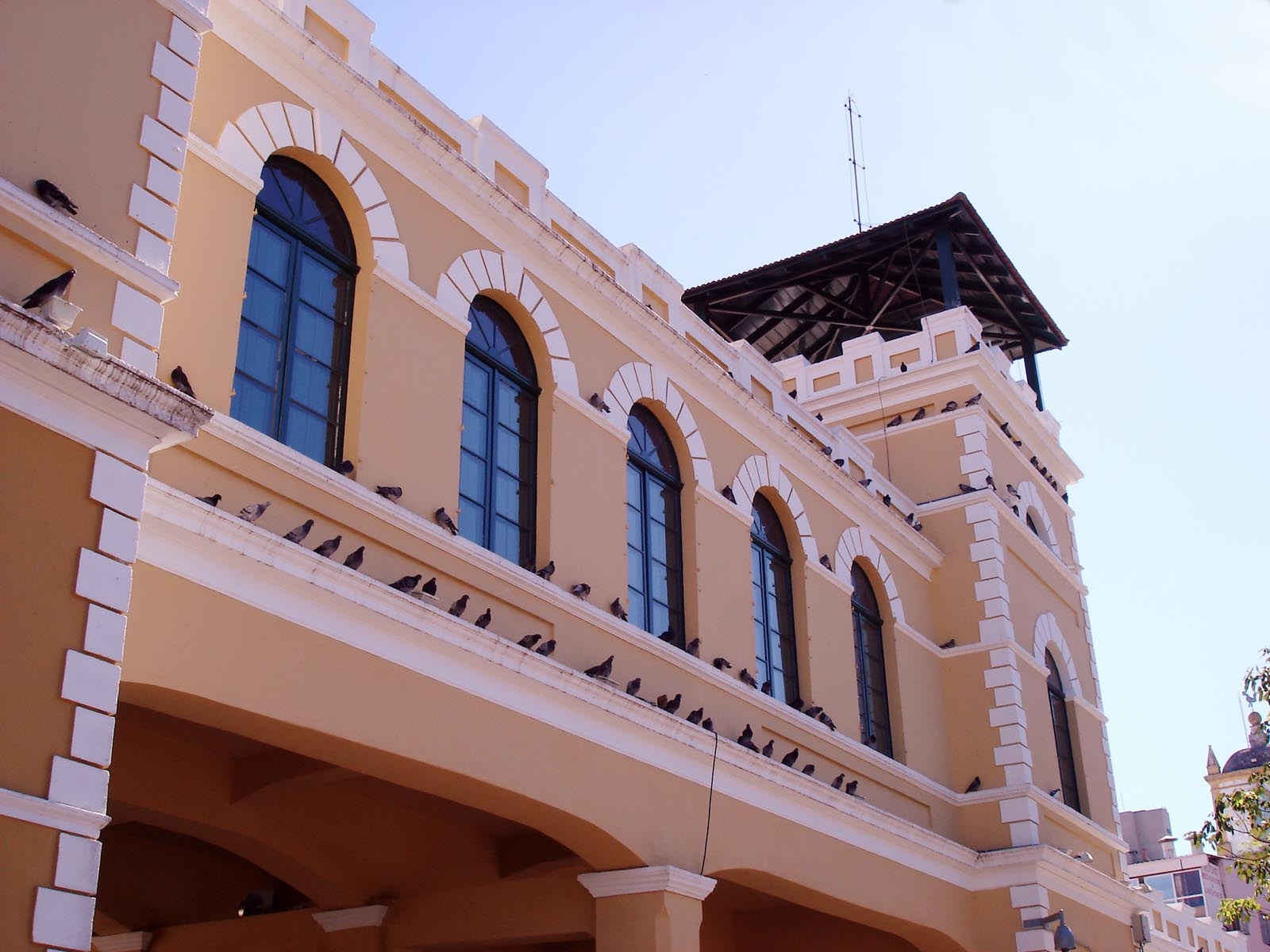
Fachada de uma das pontes de ligação do Mercado Público de Florianópolis

As pessoas que vendiam produtos eram em sua maioria escravos de ganho, forros e brancos pobres. Os principais frequentadores do comércio eram escravos, forros, marinheiros, militares, viajantes e a população local, em geral.
Em 1838, o governo da província autorizou a construção de uma Praça de Mercado, que deveria ficar entre as ruas Livramento e Ouvidor, em um local de terreno de marinha, fora do Largo da Matriz.
Dois grupos políticos locais entraram em disputa pela escolha do local que o Mercado Público deveria ser construído. Por um lado, os grandes comerciantes locais queriam que as barracas continuassem no Largo da Matriz. O motivo era que a localização das barracas e quitandas atraia clientes para suas lojas, que ficavam na rua do comércio, atual Conselheiro Mafra. A maioria destes grandes comerciantes tinhas familiares em todas as irmandades religiosas encontradas na Ilha de Santa Catarina.
O outro grupo político era formado por pessoas que moravam em outros lugares da Ilha, de outras províncias, ou mesmo de outros países. Muitos pertenciam a loja maçônica Concordia, e a Sociedade Patriótica, ambas fundadas por Jerônimo Coelho em Desterro. Estes desejavam instalar as barracas e quitandas fora do perímetro urbano, próximo a ponto do vinagre.

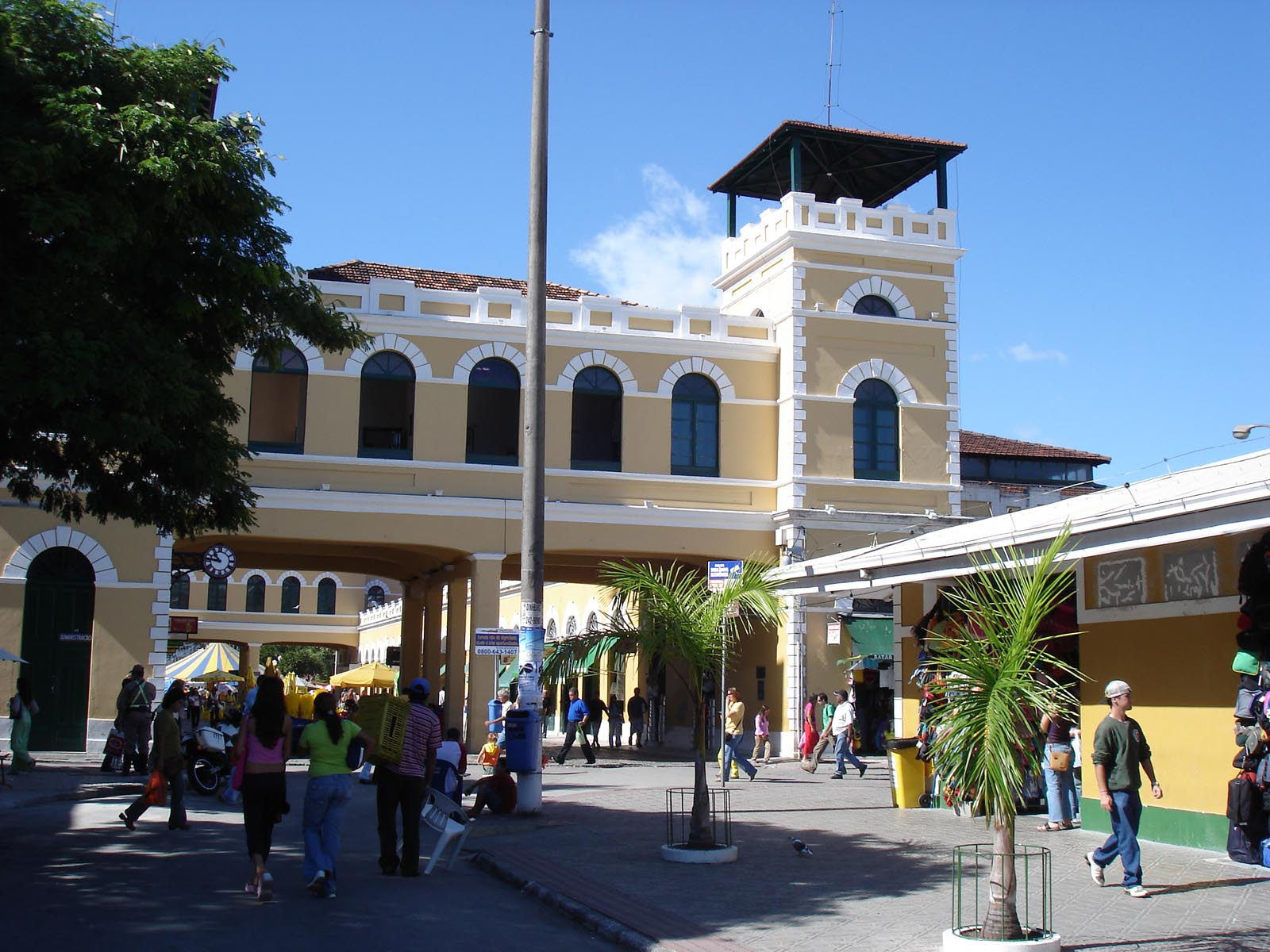
Mercado visto da região do Camelódromo.

Em 1845, a visita de Dom Pedro II e do Bispo do Rio de Janeiro levou a Câmara de Desterro a aprovar a mudança de lugar das barracas e quitandas. O centro urbano foi higienizado, e as barraquinhas foram removidas para as proximidades do Largo Santa Bárbara, junto à Ponte do Vinagre, fora do perímetro urbano.
Os grandes comerciantes desejavam que as barracas e quitandas voltassem para o Largo da Matriz, enquanto os maçônicos e a Sociedade Patriótica desejavam que continuassem perto da ponte do vinagre.
Esta disputa, por fim, deu origem ao Partido Conservador catarinense, dos grandes comerciantes locais, e o Partido Liberal catarinense, que pertencia principalmente aos maçônicos e aos grupos associados na Sociedade Patriótica.
Por fim, o primeiro prédio do Mercado Público foi construído em 1851, situava-se ao sul do Largo da Matriz,, junto ao mar. Em 5 de fevereiro de 1899, o prédio foi transferido para a localização atual, na época também à beira-mar, possuindo apenas uma ala.

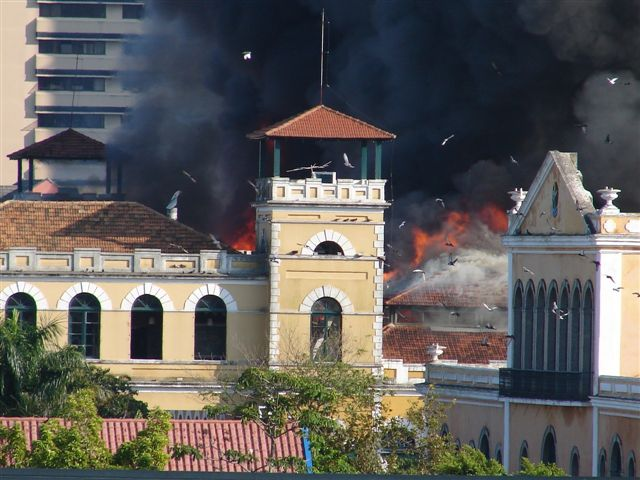
Ala Norte em chamas no incêndio de 2005.

A segunda ala só veio a ser entregue em 24 de janeiro de 1931, construída sobre um aterro, assim como as pontes de ligação e o vão central. O conjunto arquitetônico tem a sua configuração atual desde 1932, com a reinauguração da primeira ala. Atualmente, devido à construção de uma grande aterro na Baía Sul, o edifício encontra-se longe do mar.

### Incêndios
Em 19 de agosto de 2005, uma fritadeira elétrica com óleo vegetal deu início à queima de toda a ala norte do Mercado Público de Florianópolis. Os bombeiros foram acionados e em cinco minutos estavam no local, mas não foi possível salvar a ala, que foi reformada por um consórcio entre a prefeitura e o governo do estado e está em uso novamente.
O mercado já havia sofrido um incêndio em 6 de junho de 1988, ocasionado por um vazamento de gás, durante um processo de reforma.

## Reformas

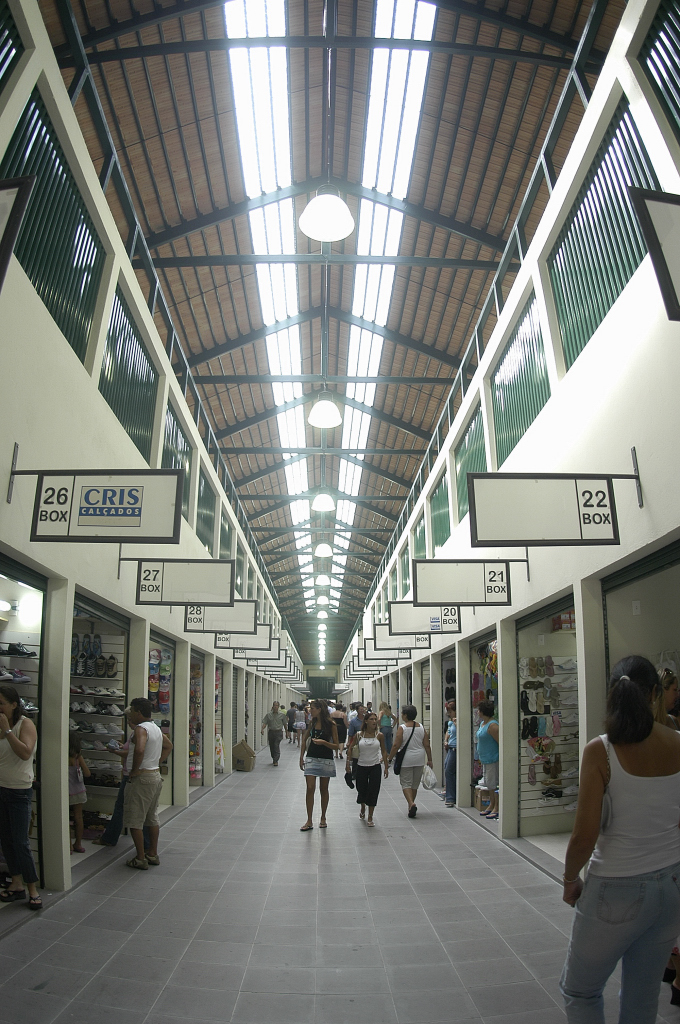
Interior da ala norte do mercado após restauração.

O Mercado Público já passou por diversas reformas, sendo as últimas a que se seguiu ao incêndio, em 2005; a reforma do telhado da Ala Sul, ao custo de 1,3 milhão de reais, iniciada em 2011; e a reforma da Ala Norte, ao custo de 8,7 milhões. Parte do telhado reformado de 2011 a 2013 ruiu durante as obras de 2014, levadas a cabo pela mesma empresa, a JK Engenharia.
Após o fim das reformas, uma cobertura no vão central foi colocada em 2016, após um concurso nacional. Devido as características históricas, o concurso exigia que a nova estrutura não encostasse nas paredes do Mercado. Isso acaba fazendo com que a chuva ainda atrapalhe quem passa pelo local, o que era um dos motivos pelo qual a cobertura foi colocada. Essa situação e algumas mudanças no projeto - como a lona que era para ser translúcida, mas acabou sendo branca por causa do calor - tornaram a nova coberta polêmica entre especialistas e moradores, que divergem opiniões sobre ela.